# Il processo dei veleni
Il processo dei veleni è un film del 1955 diretto da Henri Decoin e basato sull'opera teatrale L'affaire des poisons di Victorien Sardou.
Questo film ricostruisce il famoso caso noto come l'Affare dei veleni che fece notizia alla fine degli anni Settanta del Seicento. Per scrivere la sceneggiatura, che vuole essere rigorosamente fedele alla verità, gli autori si sono basati sugli archivi autentici della Bastiglia contenenti i riassunti degli interrogatori dei processi e gli appunti presi dal tenente generale di polizia, de la Reynie. Tuttavia, gli autori si sono presi delle libertà sulla veridicità dei fatti.

## Trama
Madame de Montespan, favorita del re di Francia Luigi XIV, si reca da Catherine Deshayes, detta La Voisin, per richiedere un rimedio per riconquistare il cuore del sovrano.